# ظهور الإسلام (فلم)
يتناول العمل حياة شبه الجزيرة العربية قبل أن يظهر فيها الإسلام، حيث كانت الحياة عبارة عن عبادة للأصنام، والجهل والفساد منتشر في كل الأرجاء، ثم تبدأ الرسالة المحمدية التي تدعو إلى عبادة الله وحده، لتبدأ حينها الصعاب التي تواجه الإسلام والمسلمون الأوائل.

## قصة
عقب حملة أبرهة على بيت الله الحرام، وقبل بعثة النبى محمد(ص) بأربعين عاما، وفد على مكة أتيا من اليمن، ياسر بن عامر ومعه إخوته، للبحث عن أخيهم سعيد الذي تغيب منذ عامين، وإستقبلهم أحد سادة قريش أبى حذيفه بن المغيرة واستضافهم في بيته، وعملت جاريته سمية بنت خياط على خدمتهم، حتى وقعت في قلب ياسر الذي شغف بها حبا، وبعد انتهاء مهمتهم تحالف ابى حُذيفة معهم، وسافر الأخوة عائدين لليمن، بينما بقى ياسر بمكة، وبحث عن رزقه حتى يستقل بمنزل خاص، وطلب من حليفه ابى حُذيفة ان يتنازل له عن جاريته سمية ليتزوجها، وكان ياسر لايؤمن بآلهة اليمن، ولا آلهة قريش، ويمتلك تفكيرا ناضجا يبحث عن الله خالق هذا الكون، وقد كبر ابنه عمار واصبح شابا يافعا، وتأثرت الأسرة بأقوال ورقة بن نوفل والنطاسى عن قرب مولد دين جديد، يدعوا للإله الواحد القهار، فلما علموا ان الصادق الأمين محمد (ص) يدعوا لذلك الدين، أسرعوا للإيمان به، وكانوا يجتمعون معه سرا بدار بن الارقم، بينما كانت قريش غارقة في الخمر والظلم والليالي الحمراء، غير ان عدو الله أبو جهل عمرو بن هشام ساءه ان يقوى هذا الدين ويعلوا العبيد لقامة السادة، فجمع سادة قريش لمحاربة ذلك الدين، غير انهم لم يتعرضوا للسادة الذين أمنوا، خوفا من رهطهم، فكان المستضعفون هدفهم، وكان أولهم الغريب ياسر وزوجته سمية وابنهم عمار، فحرقوا منزلهم واخضعوهم لكل أنواع العذاب ليذكروا آلتهم بخير، ولكنهم رفضوا، فكانت سمية أول شهيدة في الإسلام، ولحق بها ياسر، وتحمل عمار، وكذلك وقع بين أيديهم العبد الاسود بلال بن رباح حتى أنقذه من بين أيديهم أبو بكر الصديق، فاشتراه ثم أعتقه، وبدأت الدعوة في الانتشار، وزاد اذى قريش للنبى والذين آمنوا معه، ووقفت السيدة خديجة بجوار النبى تعضده، وكذلك فعل عمه ابو طالب، حتى مات الاثنان في عام الحزن، وتحمل الرسول اذى قريش، وهاجر من هاجر إلى الحبشة، واشترى الكثيرين دينهم بأموالهم مثل صهيب الذي ترك كل امواله لدى قريش في سبيل ان يهاجر بدينه إلى المدينة، التي بدأ المؤمنون يتوافدون عليها، ويلحق بهم رسول الله ليجمع بين قلوب المهاجرين والأنصار، وتقوى شوكة المسلمين ويواجهون الكفار في عدة معارك على مدى عشر سنوات، حتى أتى الرسول بجيش كبير ليفتح به مكة، ويكتشف زعيم قريش ابى سفيان بعدم قدرة قريش في مواجهة جيش المسلمين، فيعلن إسلامه، ويتبعه سادة قريش ليدخل الجميع في الدين الجديد. (ظهور الإسلام)

## فريق العمل

### بطولة
| - كوكا: سمية بنت خياط والدة عمار - عماد حمدي: عمار بن ياسر - عباس فارس: ورقة بن نوفل - سراج منير: أبو حذيفة بن المغيرة - زكي إبراهيم: نطَاس - أحمد مظهر: أبو جهل عمرو بن هشام | - كمال ياسين:ياسر بن عامر - محمد سالم حسن: بلال بن رباح - جمال حمدى: عبد الله بن مسعود - توفيق الدقن: خباب بن الأرت - سعد أردش: صهيب بن سنان - فؤاد الطوخي | - عبد الحفيظ التطاوي - محمد سعد محمد - أسامة الحفني - عبد المنعم إبراهيم:شيبة بن ربيعة - زكريا سليمان | - شريف حمودة - صبري عبد العزيز - فؤاد شفيق - صفوت أبو العطا - أنور أحمد:الراوي |

### إداريون
| - طه حسين: قصة وحوار - إبراهيم عز الدين: سيناريو - إبراهيم عز الدين: مخرج - حمادة عبد الوهاب: مخرج مساعد - شريف حمودة: مساعد مخرج ثاني - والتر هاجوب: مدير التصوير | - حسن البحيري: مساعد مصور - محمد عز العرب: مصور - كمال الشيخ: مونتير - حسن حلمي: مونتير - عبد الفتاح سري: مساعد صوت - احمد جاسر: مساعد صوت | - نصري عبد النور: مهندس الصوت - أفلام المصري (إبراهيم عز الدين عزقلاني): منتج - أنور المحمودى - نجيب خوري: منفذ المناظر - أنطوان بوليزويس: منفذ المناظر - ستوديو مصر: استوديو التصوير والطبع والتحميض |